# Catapilco
Catapilco (del mapudungun: katapilko ‘tubo abierto’) es un pueblo de la comuna de Zapallar, Provincia de Petorca, Región de Valparaíso.

## Toponimia
Su nombre proviene del mapudungun katan, perforar o abrir y pilko, tubo o bombilla, significando "valle como tubo abierto". Otra acepción del nombre Catapilco probablemente viene del mapudungún significando "cuello degollado"[cita requerida].

## Descripción
Tiene 1.408 habitantes por el momento.  Es sede de una antigua hacienda colonial que fue el núcleo del pueblo de Zapallar. Su primer dueño español fue el conquistador de Chile Francisco Hernández de Herrera y López. Posteriormente, en el siglo XIX, esta localidad se formó cuando el dueño de la hacienda, el diplomático y político Luis del Porto Seguro Ovalle, diseñó el pueblo y autorizó la creación de la estación ferroviaria Catapilco .

## El cura de Catapilco
En la política chilena, el nombre de esta comunidad está asociado por sectores de la izquierda con la expresión "quinta columna" en recuerdo de Antonio Zamorano (más conocido como «El cura de Catapilco»), un exsacerdote y regidor por la zona que en la elección presidencial de 1958 se presentó como candidato presidencial, obteniendo pocos pero suficientes votos para impedir que el candidato del Frente de Acción Popular Salvador Allende pudiese ganar.